# Kip Winger

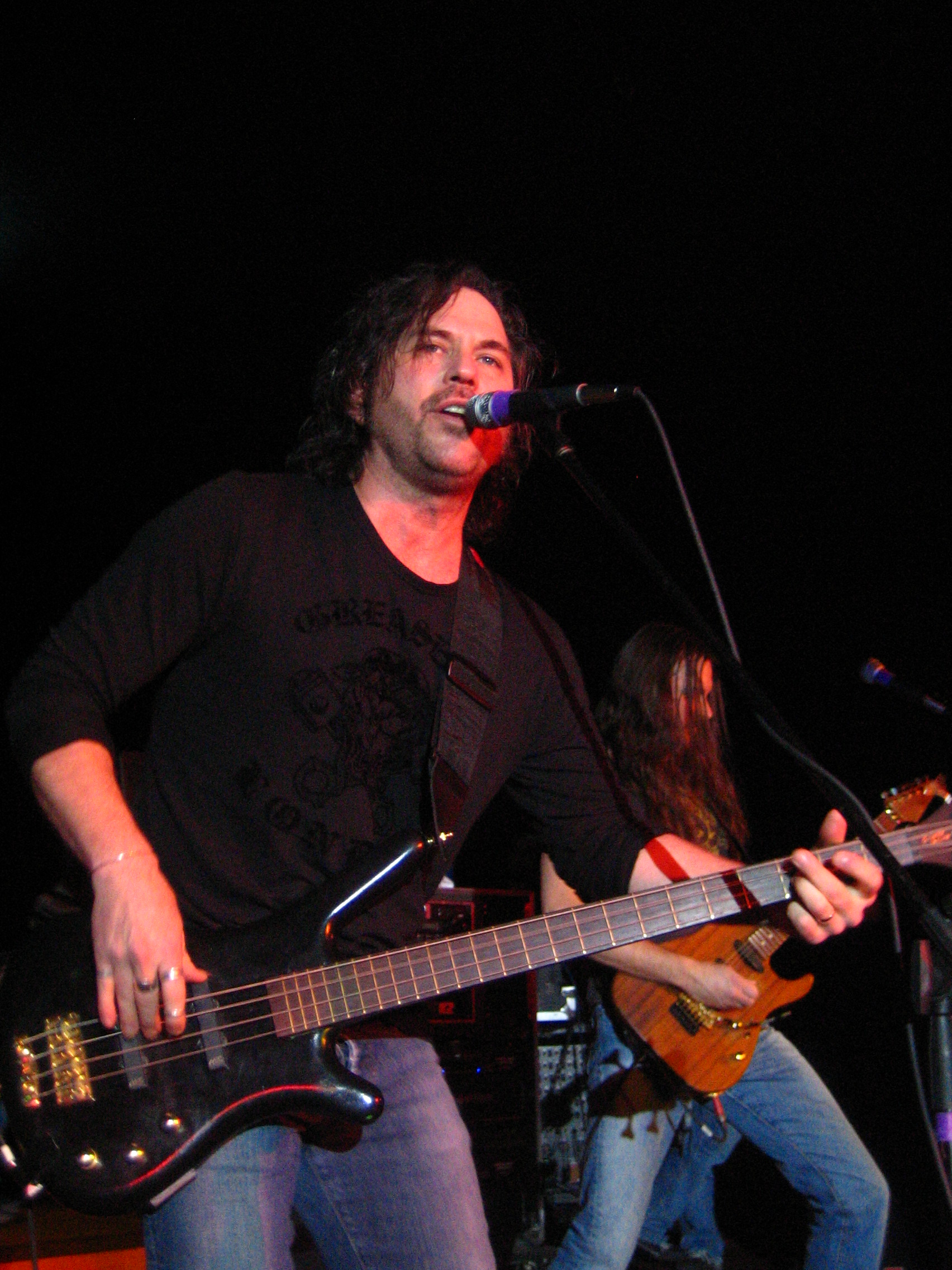
Kip Winger

Charles Frederick Kip Winger (Denver, Colorado, 21 juni 1961) beter bekend als Kip Winger is een Amerikaanse hardrockzanger en multi-musicus. Hij speelt onder andere basgitaar, gitaar, keyboard en zingt. Ook is hij frontman van de band Winger.

## Biografie
Wingers ouders waren jazzmuzikanten en zo kwam hij al vroeg in aanraking met muziek. Toen hij vijf was, belandde hij in een project van Yamaha waar hij op school leerde verschillende instrumenten te bespelen en werd hier bovendien ook nog van voorzien. Toen Winger zeven was, startte hij samen met zijn broers Nate, Paul en jeugdvriend Pete Fletcher de band Blackwood Creek.
Winger luisterde als kind veel naar de radio. Enkele van zijn favoriete bands waren Yes, Jethro Tull, Uriah Heep, Rush, Black Sabbath, Led Zeppelin, Alice Cooper, Crosby, Stills, Nash & Young en The Beatles.
Toen Winger negen was, trad hij een paar keer op op school. Hij verliet Golden High School vroegtijdig omdat hij een muzikale carrière wilde beginnen. In 1976 studeerde hij klassieke gitaar, totdat hij op advies van een vriendin een soundcheck deed (een zogenaamde gig) waarin hij verschillende nummers van Led Zeppelin en Van Halen speelde. Zo speelde hij de hele avond door. Deze gitaarpartij is naar verhoren ook vastgelegd op demo.
Hierna stopte Winger met zijn studie.

## Winger
Toen later de band Winger werd gestart, speelde Winger zelf voor Alice Cooper (waar hij zich in 1985 had aangeboden als bassist).
Winger had qua muziek iets weg van Van Halen, maar kwam niet aan een platencontract. Later werd de band bekend met nummers als "Madalaine", "Seventeen" en de ballad "Miles Away".

## Solo
Kip Winger heeft een aantal soloalbums gemaakt en samengewerkt met bands als Alice Cooper en zangeres Fiona.
Ook stond hij op het BB King NYC 2008 festival. Winger wordt tevens vaak uitgenodigd als gastmuzikant bij shows en concerten.

## Persoonlijk
Winger heeft een rauwe stem als rockzanger, maar een vrij zachte stem in ballads. Hij heeft de gewoonte om zijn basgitaar vaak te laten hangen tijdens het zingen. Kip Winger had eind jaren 80 een relatie met actrice Rachel Hunter. Wingers eerste vrouw kwam in 1995 om bij een auto-ongeluk. Hij is in 2004 met zijn tweede vrouw Paula De Tuilio getrouwd.

## Albums
Winger:
- Winger (1988)
- In the Heart of the Young (1990)
- Pull (1993)
- The Very Best of Winger (2001)
- IV (2006)
- Demo Anthology (2007)
- Winger Live (2007)

Solo:
- This Conversation Seems Like A Dream (1996)
- Down Incognito (1998)
- Songs From The Ocean Floor (2000)

Overig:
- Kix - Midnight Dynamite (1985)
- Alice Cooper - Constrictor (1985)
- Alice Cooper - Raise Your Fist and Yell (1986)
- Fiona - Beyond The Pale (1986)
- Bob Dylan - Down in the Groove (1987)
- Kane Roberts - Kane Roberts (1987)
- Blue Yonder - House of Love (1987)
- Various artists - Hearts of Fire Soundtrack (1987)
- Twisted Sister - Love Is For Suckers (1987)
- Alice Cooper - Trash (1989)
- Fiona - Heart Like A Gun (1989)
- Various artists - Smoke on the Water - A Tribute to Deep Purple (1994)
- Orange Swirl - Orange Swirl (1998)
- Seven Days - Ride (1998)
- Rob Eberhart Young - Speak (1999)
- Under Suspicion - Under Suspicion (2001)
- Various artists - Stone Cold Queen - A Tribute (2001)
- Jordan Rudess - Rhythm of Time (2004)
- Various artists - Spin the Bottle: An All-Star Tribute to Kiss (2004)
- Various artists - Subdivisions: A Tribute To Rush (2005)
- XCarnation - Grounded (2005)
- The Mob - The Mob (2005)
- Jordan Rudess - The Road Home (2007)

Video's:
- Alice Cooper - The Nightmare Returns Tour (1986)
- Winger - The Videos, Vol. 1 (1989)
- Winger - In the Heart of the Young, Vol. 1 (1990)
- Winger - In the Heart of the Young, Vol. 2 (1991)
- Winger - Live in Tokyo (1991)
- Winger - The Making of Pull (1993)
- Various artists - VH1 Metal Mania Stripped Across America Tour Live (2006)
- Winger - "The Making Of Winger IV" (2007)

## Trivia
- Winger speelt doorgaans op basgitaren van Hamer en Charvel en Spector.
- Tijdens het spelen geeft hij een echte show met diverse acrobatische sprongen en trucs met zijn basgitaar.